# 三つの指輪
三つの指輪（みっつのゆびわ）は、J.R.R.トールキンの創作神話に登場する、架空の魔法的工芸品である。

## 概要
20ある力の指輪のうちの3つを指して言う。アンナタールに変装したサウロンがエレギオンにいた間、密かに三つの指輪はケレブリンボールによって作成された。サウロンが関与しなかったので、これらの力の指輪はサウロンの影響からは自由だった。しかしサウロンが教えた技術によりケレブリンボールが鍛えたため、一つの指輪につなぎとめられてしまった。サウロンの目的が発覚したため、エルフは三つの指輪をサウロンから隠した。第三紀の終わり、一つの指輪が破壊された後に、三つの指輪は中つ国から所持者とともに去った。

## ナルヤ
炎の指輪、または赤い指輪とも呼ばれているナルヤ（Narya）は三つの指輪のうちの1つである。ルビーが嵌められている。
『終わらざりし物語』によれば、エルフとサウロンの戦争の始めに、ケレブリンボールがノルドールの上級王、ギル＝ガラドにヴィルヤと共にナルヤを与えたとある。ギル＝ガラドは、その副官でありミスロンドの港の領主でもあるキーアダンにナルヤを任せた。キーアダンはギル＝ガラドの死後もナルヤを守り続けた。『指輪物語』によれば、ギル＝ガラドはヴィルヤのみを受け取っており、一方でキーアダンも初めにナルヤを受け取っていた。
第三紀にキーアダンは、ガンダルフの本性をヴァリノールのマイアールのうちの1人であると見抜き、支援するために指輪を与えた。この指輪は、時に倦み疲れないように力を与えるだけでなく、他のものを圧制と支配と絶望とから逃れるように促す力を持っている（言いかえれば、使用者の周囲のものに希望を喚起する）と言われている。

## ネンヤ
水の指輪、または金剛石の指輪とも呼ばれているネンヤ（Nenya）は、三つの指輪のうちの1つである。
名前はクウェンヤで水を意味するnenに由来する。ネンヤは、ミスリルで作られており、「白い石」で飾られていた。この石はダイアモンドと思われる（ダイヤの同義語としても使われる「アダマント」という表記からしても可能性は高いが、明示的に述べられているわけではない）。指輪はローリエンのアラターリエルとして知られているガラドリエルが身に帯び、まさしく星のような輝きを纏っていた。フロド・バギンズが指輪所持者の資格でネンヤを見ることができたとき、サム・ギャムジーはガラドリエルに、指を通して星が見えたとだけ語っている。
ネンヤの力は保持、保護および邪悪からの可能な限りの隠蔽だった（これはサウロンと彼のオークがロスローリエンに以前に侵入したことがある事実を考慮すると少しおかしく思える。これについては、サウロンはロスローリエンの所在地を知っていたが、森の奥に至る道を見つけられなかったと考えれば説明がつく）。ネンヤに守られていたため、ロスローリエンはサウロン自身が赴いて攻撃しない限り、陥落することはないだろうと言われていた。ガラドリエルは、ロスローリエンを作り保持するためにこれらの力を使用したが、それは、彼女の中で海への憧れと、不滅の国に戻りたいという彼女の望みをいや増すことになった。一つの指輪が破壊されサウロンが打ち負かされると、他の力の指輪と同様に力を失っていった。ガラドリエルは、他の2つのエルフの指輪とその所持者を伴って、灰色港からの船に乗り、西方へネンヤを運び去った。

## ヴィルヤ
風の指輪（もしくは大気の指輪と訳される）、青の指輪とも呼ばれているヴィルヤ（Vilya）は、三つの指輪のうちの1つである。
サウロンがエレギオンを荒廃させた時、ヴィルヤは遠く離れたリンドンのエルフの王ギル＝ガラドのもとへ送られた。後にエルロンドに与えられ、第二紀の残りの期間から第三紀の全期間を通じてヴィルヤの所持者となった。ギル＝ガラドは指輪分配の時にノルドール・エルフの上級王であったので、三つのエルフの指輪の中で最も強力なものを扱うのにふさわしいと考えられた。
エルフの他の2つの指輪のように、ヴィルヤは宝石で飾られていた。金のバンドに大きな青い石が嵌められていたことから、サファイアの指輪の呼び名で知られるようになった。別の呼び名には、エルフの他の指輪を卓越することを意味する風の指輪、また青い指輪があった。三つの指輪の中では、『王の帰還』の最終章で言及されたとおり、ヴィルヤが最も力があったと広く考えられている。ヴィルヤがどのような力を持っていたかについては正確な言及はないが、癒しと保護の力を持っていたと考えられる（『シルマリルの物語』には、ケレブリンボールが癒しと守りのために三つの指輪を鍛えたのであり、七つの指輪、九つの指輪や他の指輪のように所持者の強さを増強するためではないとの言及がある）。ナズグルによる裂け谷への襲撃に対して、エルロンドがブルイネンで激しい水流を呼び出したという出来事から考えて、指輪は天候を操れるという推測もできる（馬の群れのような激流の形については、実際にはガンダルフの仕業だった）。サウロンが滅びたことにより、第三紀の終わりにヴィルヤの力は衰え、エルロンドによって海の彼方に持ち去られた。